# 길주중학교 녹전분교
길주중학교 녹전분교(吉州中學校 祿轉分校)는 경상북도 안동시 녹전면 신평리에 있었던 공립 중학교이다.

## 학교 연혁
- 1970년 11월 25일 : 초대 손기대 교장 취임
- 1971년 1월 25일 : 공립 녹전중학교 설립인가(6학급 420명)
- 1971년 3월 15일 : 개교식 거행
- 1974년 1월 17일 : 제1회 졸업식 거행
- 1999년 9월 1일 : 길주중학교 녹전분교로 교명 변경
- 2016년 2월 17일 : 제43회 졸업(졸업생 총 3,008명)
- 2016년 3월 1일 : 제18대 황종덕 교장 취임
- 2018년 2월 28일 : 폐교 및 인근 학교와 기숙형 중학교 웅부중학교로 통합[1], 47년만에 폐업

## 참고 자료
- 길주중학교 녹전분교 - 한국교육학술정보원 학교알리미